# مارکو پائولونی
مارکو پائولونی (انگلیسی: Marco Paoloni؛ زادهٔ ۲۱ فوریهٔ ۱۹۸۴) بازیکن فوتبال اهل ایتالیا است.
از باشگاه‌هایی که در آن بازی کرده‌است می‌توان به باشگاه فوتبال آسکولی، باشگاه فوتبال کرمونزه، باشگاه فوتبال آ.اس. رم، باشگاه فوتبال بنونتو، و باشگاه فوتبال ترنانا اشاره کرد.
وی همچنین در تیم‌های ملی فوتبال زیر ۱۹ سال ایتالیا بازی کرده‌است.